# Partito Nazionalista Basco

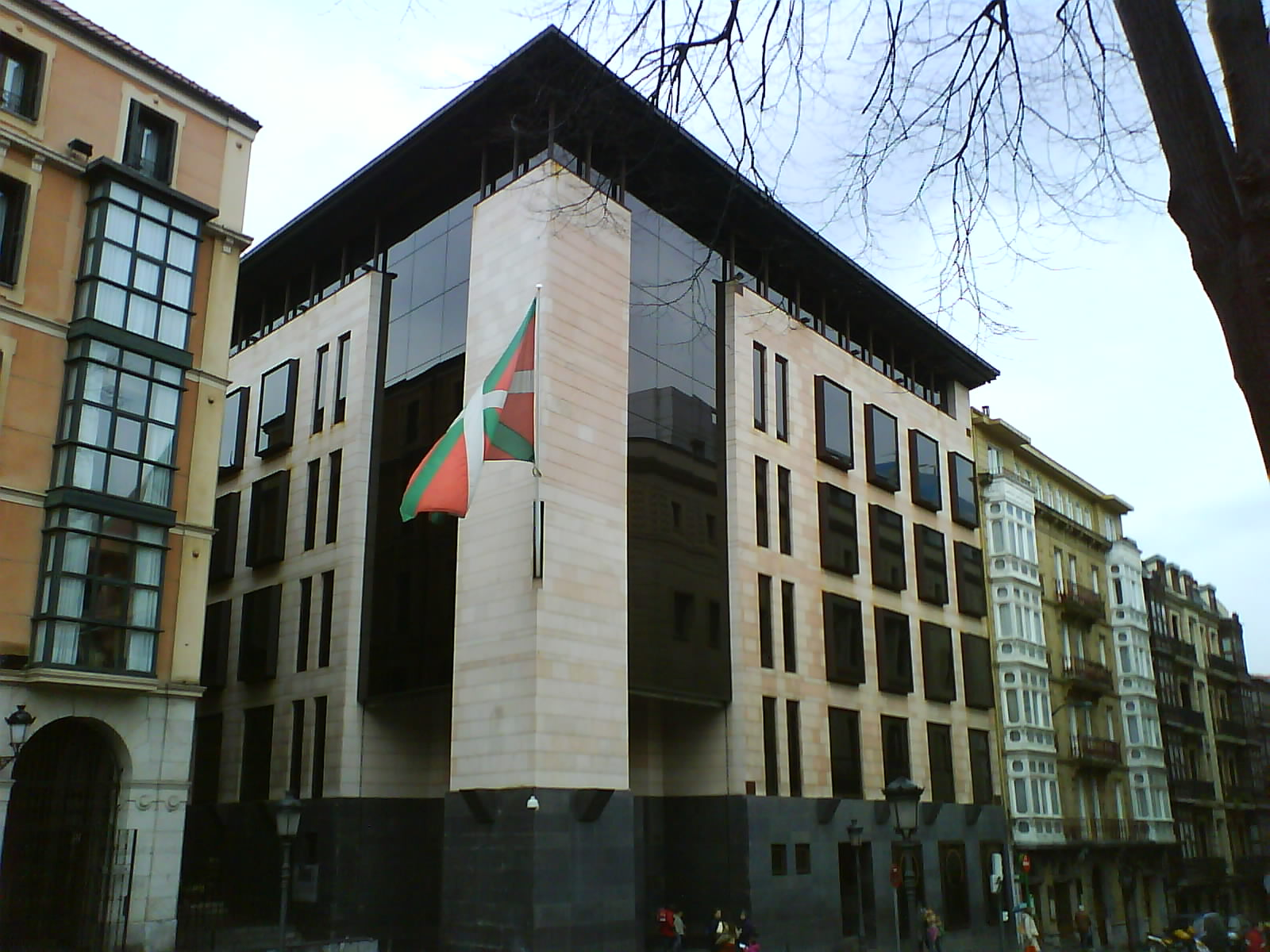
Sabin Etxea, sede del partito

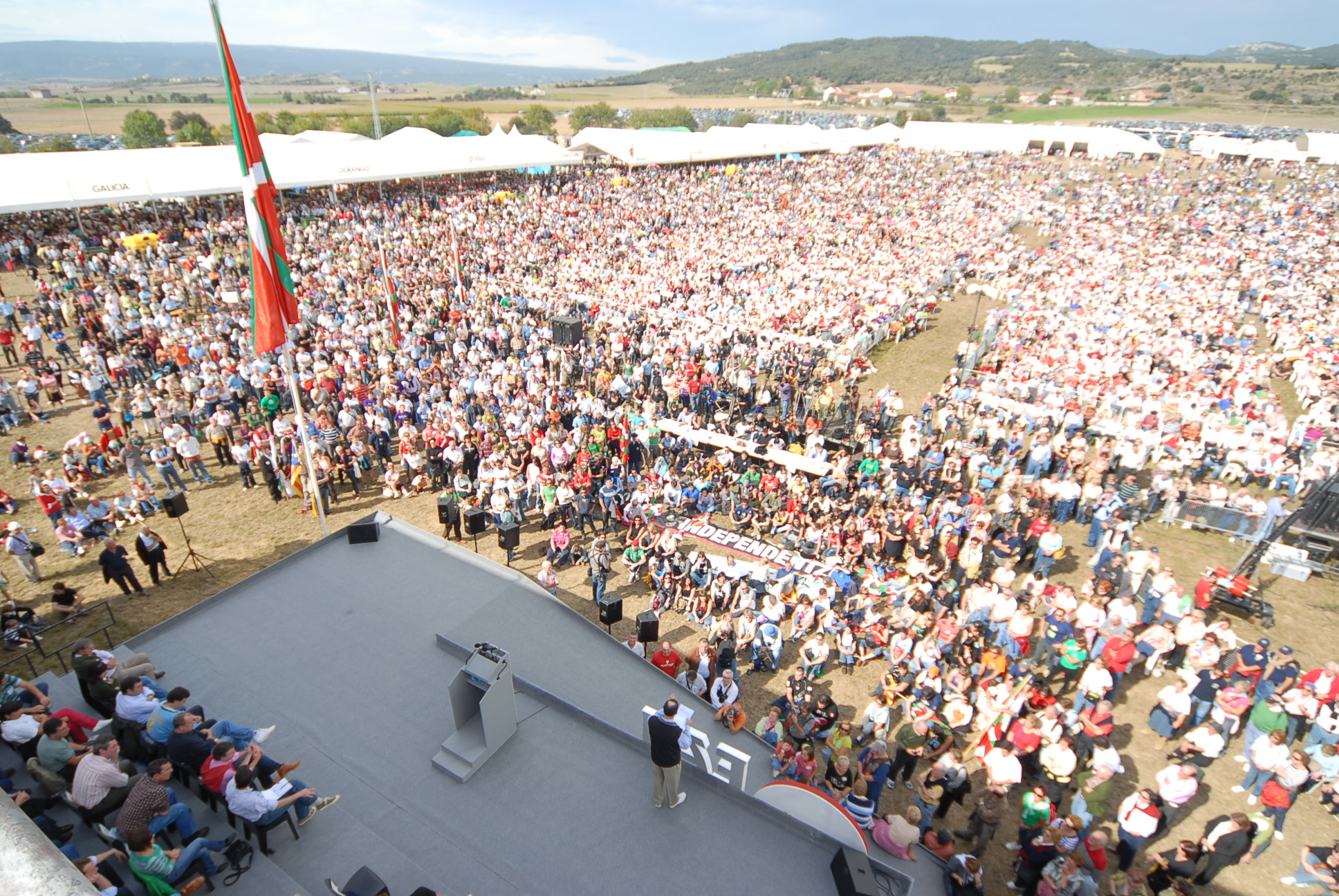
Discorso del lehendakari Ibarretxe durante lAlderdi Eguna (Giorno del Partito Nazionalista Basco) del 2007

Il Partito Nazionalista Basco (in basco: Euzko Alderdi Jeltzalea, in spagnolo Partido Nacionalista Vasco, in francese Parti Nationaliste Basque; EAJ-PNV o EAJ-PNB) è un partito politico di ideologia nazionalista basca attivo in Spagna e in Francia. È uno dei maggiori partiti politici dei Paesi Baschi
È un partito autonomista di ispirazione democratico-cristiana. Ha fatto a lungo parte del Partito Popolare Europeo, ma nel 2004 ne è uscito per fondare il Partito Democratico Europeo. Oggi si definisce un partito pluralista, umanista e democratico; legato alla filosofia del personalismo cristiano, ha posizioni progressiste sui diritti civili e socialdemocratiche moderate sui diritti sociali.

## Il primo secolo di storia
L'Euzko Alderdi Jeltzalea (letteralmente, partito basco per Dio e le antiche leggi) è presente nelle sette province basche storiche: Álava, Biscaglia, Gipuzkoa (che formano la comunità autonoma dei Paesi Baschi), Navarra e Treviñu in Spagna; Lapurdi, Zuberoa e Nafarroa Beherea in Francia. Queste ultime tre costituiscono l'Iparralde, e attualmente formano parte del dipartimento dei Pirenei Atlantici. In Francia la sigla usata dal partito è EAJ-PNB, e la sede principale è a Bayonne. Sono presenti sezioni del partito anche nei paesi che hanno ricevuto una forte immigrazione basca: Cile, Argentina, Uruguay, Venezuela, Messico, Stati Uniti. Il movimento giovanile si chiama Euzko Gaztedi Indarra (gioventù basca).
Il partito è stato fondato nel 1895, con posizioni cattoliche conservatrici e fortemente autonomiste da Sabino Arana Goiri, suo presidente fino al 1903 e creatore anche della bandiera basca, l'Ikurrina, e del nome della patria, Euskadi. Nel 1921, il partito si divise in Comunión Nacionalista Vasca, moderati, e Aberri, indipendentisti. Nel 1930 i due movimenti, dopo il governo di Miguel Primo de Rivera, si riunirono assumendo il nome originario di Partito Nazionalista Basco. Dal partito, però si staccò la Acción Nacionalista Vasca, di indole terrorista, che assunse posizioni non-confessionali e moderatamente di sinistra e si alleò con i movimenti di ispirazione socialista e repubblicana.
José Antonio Aguirre sviluppò l'anima sociale del partito, trasformandolo in un partito centrista, schierandosi contro il franchismo durante la guerra civile spagnola e dopo di essa. Primo Lehendakari (presidente" di un governo basco autonomo dal 7 ottobre 1936, l'occupazione di Bilbao da parte delle truppe franchiste il 19 giugno 1937 lo costrinse alla fuga in Catalogna e di lì nel gennaio 1939 all'esilio in Francia dove morì.
Tra il 1937 ed il 1975, il Partito Nazionalista Basco aderisce al "Fronte Popolare", un'alleanza di partiti socialisti, repubblicani e borghesi liberali. Lo scopo della partecipazione a quest'alleanza era quello di assicurare la nascita della Repubblica in Spagna e uno statuto d'autonomia per i Paesi Baschi. Negli anni cinquanta, il partito ha assistito all'abbandono di molti esponenti del movimento giovanile Euzko Gaztedi, che sono entrati a far parte dell'ETA. Tra il 1975 ed il 1977, molti esponenti del PNV furono costretti ad andare in esilio a causa della dittatura franchista. Dopo il ritorno del paese alla democrazia, il PNV ha di fatto partecipato a tutti i governi della regione basca, da solo dal 1980 fino al 1986 (con Carlos Garaikoetxea come secondo Lehendakari dopo Aguirre), e poi più volte sostenuto i governi nazionali, in particolare quelli a guida socialista. Nel 1986, il partito ha subito la scissione della corrente più socialdemocratica Eusko Alkartasuna (Solidarietà Basca), che si è costituita in partito autonomo, pur mantenendo un'allenanza costante con l'EAJ-PNV.

## Gli anni Duemila
Nel 2004 il partito ha abbandonato il Partito Popolare Europeo ed ha aderito al Partito Democratico Europeo; la scelta è dipesa dall'adesione del Partito Popolare spagnolo (centro-destra) e di Forza Italia al PPE e dalla conseguente deriva conservatrice dello stesso. Ha quindi fondato il Partito Democratico Europeo assieme, fra gli altri, alla UDF e alla Margherita.
Nel 2007 l'EAJ-PNV ha formato un governo di coalizione con Eusko Alkartasuna (EA) ed Ezker Batua Berdeak, analogo basco di Izquierda Unida, in un particolare tripartito federalista, esprimendo il lehendakari Ibarretxe. Questi promosse una riforma statutaria che riconoscesse il diritto dei baschi a decidere del proprio futuro, senza trovare supporto nelle Corti Generali.
Dopo tre anni di governo del PSE-EE in Euskadi, nel 2012 il PNV ha recuperato la guida del governo. Il nuovo lehendakari, Iñigo Urkullu, ha vinto anche nelle elezioni del 2016; al governo col PSE-EE, ha presentato nel 2019 una nuova proposta, più temperata, di riforma dello Statuto.
Inoltre, la coalizione Nafarroa Bai, di cui l'EAJ-PNV fa parte con altri gruppi nazionalisti baschi di centro e di sinistra, è al governo con il Partito Socialista Navarro e Podemos nella comunità forale di Navarra/Nafarroa (grazie all'astensione di Euskal Herria Bildu; al jeltzale Unai Hualde è stata riservata la presidenza del Parlamento di Navarra.
Nel dicembre 2019 Pedro Sánchez e Andoni Ortuzar (presidente dell'EBB) firmano un patto che impegna il governo spagnolo, sostenuto esternamente dal PNV, a riconoscere l'identità nazionale basca attraverso riforme istituzionali, a realizzare trasferimenti di competenze ai Paesi Baschi e ad adeguare la Costituzione del 1978 alla realtà plurinazionale dello Stato spagnolo.
La direzione nazionale (Euskadi Buru Batzar o EBB) del partito, che ha sede a Bilbao, dopo il ritorno alla democrazia in Spagna è stata presieduta da:
- 1975-1977: Ignacio Unceta
- 1977-1980: Carlos Garaikoetxea
- 1980-1984: Xabier Arzalluz
- 1984-1985: Román Sudupe
- 1985-1986: Jesús Insausti
- 1986-2004: Xabier Arzalluz
- 2004-2007: Josu Jon Imaz
- 2007-2008: Iñigo Urkullu
- 2008-in carica: Andoni Ortuzar

## Organizzazione giovanile
L'Euzko Gaztedi Indarra (lett. "associazione della gioventù basca"; EGI) è l'ala giovanile del partito. Secondo lo statuto l'associazione si definisce come un'organizzazione basca, democratica, pluralista, partecipativa, con aspirazioni indipendentiste e umaniste in un quadro di rispetto per l'identità dei popoli e dei diritti umani.
Ci sono altre associazioni legati alla EGI come:
- Lurgorri Ikasle Elkartea, associazione studentesca
- Gogorregi Konpartsa per l'organizzazione di festività a Bilbao
- Gaztetxoak, gruppo ricreativo.
- Ausartu Euskaraz, associazione culturale per la promozione della lingua basca

## Risultati elettorali
| Elezione | Elezione             | Voti    | %    | Seggi   | Posizione               |
| -------- | -------------------- | ------- | ---- | ------- | ----------------------- |
| Spagna   | Generali 1977        | 296,193 | 1,62 | 8 / 350 | Opposizione             |
| Spagna   | Generali 1979        | 296.597 | 1,65 | 7 / 350 | Opposizione             |
| Spagna   | Generali 1982        | 395.656 | 1,88 | 8 / 350 | Opposizione             |
| Spagna   | Generali 1986        | 309.610 | 1,53 | 6 / 350 | Opposizione             |
| Spagna   | Generali 1989        | 254.681 | 1,24 | 5 / 350 | Opposizione             |
| Spagna   | Generali 1993        | 291.448 | 1,24 | 5 / 350 | Maggioranza             |
| Spagna   | Generali 1996        | 318.951 | 1,27 | 5 / 350 | Opposizione             |
| Spagna   | Generali 2000        | 353.953 | 1,53 | 7 / 350 | Opposizione             |
| Spagna   | Generali 2004        | 420.980 | 1,63 | 7 / 350 | Opposizione             |
| Spagna   | Generali 2008        | 306.128 | 1,19 | 6 / 350 | Opposizione             |
| Spagna   | Generali 2011        | 324.317 | 1,33 | 5 / 350 | Opposizione             |
| Spagna   | Generali 2015        | 302.316 | 1,20 | 6 / 350 | Opposizione             |
| Spagna   | Generali 2016        | 287.014 | 1,19 | 5 / 350 | Opposizione Maggioranza |
| Spagna   | Generali 2019 (Apr.) | 395.884 | 1,51 | 6 / 350 | Maggioranza             |
| Spagna   | Generali 2019 (Nov.) | 377.423 | 1,57 | 7 / 350 | Maggioranza             |
| Spagna   | Generali 2023        | 277.289 | 1,12 | 5 / 350 | Maggioranza             |

| Elezione                   | Elezione     | Voti                                    | %                                       | Seggi  |
| -------------------------- | ------------ | --------------------------------------- | --------------------------------------- | ------ |
| Comunità economica europea | Europee 1987 | 226.570                                 | 1,18                                    | 0 / 60 |
| Comunità economica europea | Europee 1989 | Nella Coalizione Nazionalista           | Nella Coalizione Nazionalista           | 1 / 64 |
| Comunità economica europea | Europee 1994 | Nella Coalizione Nazionalista           | Nella Coalizione Nazionalista           | 1 / 64 |
| Comunità economica europea | Europee 1999 | Nella Coalizione Nazionalista           | Nella Coalizione Nazionalista           | 1 / 64 |
| Comunità economica europea | Europee 2004 | In Galeusca - Popoli d'Europa           | In Galeusca - Popoli d'Europa           | 1 / 54 |
| Comunità economica europea | Europee 2009 | Nella Coalizione per l'Europa           | Nella Coalizione per l'Europa           | 1 / 50 |
| Comunità economica europea | Europee 2014 | Nella Coalizione per l'Europa           | Nella Coalizione per l'Europa           | 1 / 54 |
| Comunità economica europea | Europee 2019 | Nella Coalizione per un'Europa Solidale | Nella Coalizione per un'Europa Solidale | 1 / 58 |
| Comunità economica europea | Europee 2024 | Nella Coalizione per un'Europa Solidale | Nella Coalizione per un'Europa Solidale | 1 / 61 |

### Elezioni regionali

#### Elezioni del Parlamento basco
| Paesi Baschi | Paesi Baschi         | Paesi Baschi | Paesi Baschi | Paesi Baschi | Paesi Baschi                              |
| Elezioni     | Capolista            | Voti         | %            | Seggi        | Note                                      |
| ------------ | -------------------- | ------------ | ------------ | ------------ | ----------------------------------------- |
| 1980         | Carlos Garaikoetxea  | 349 102      | 38,10        | 25 / 60      |                                           |
| 1984         | Carlos Garaikoetxea  | 451 178      | 42,01        | 32 / 75      |                                           |
| 1986         | José Antonio Ardanza | 271 208      | 23,71        | 17 / 75      |                                           |
| 1990         | José Antonio Ardanza | 289 701      | 28,49        | 22 / 75      |                                           |
| 1994         | José Antonio Ardanza | 304 346      | 29,84        | 22 / 75      |                                           |
| 1998         | Juan José Ibarretxe  | 350 322      | 28,01        | 21 / 75      |                                           |
| 2001         | Juan José Ibarretxe  | 604 222      | 42,72        | 26 / 75      | In coalizione con EA (33 seggi in totale) |
| 2005         | Juan José Ibarretxe  | 468 117      | 38,67        | 22 / 75      | In coalizione con EA (29 seggi in totale) |
| 2009         | Juan José Ibarretxe  | 399 600      | 38,14        | 30 / 75      |                                           |
| 2012         | Iñigo Urkullu        | 384 766      | 34,61        | 27 / 75      |                                           |
| 2016         | Iñigo Urkullu        | 398 168      | 37,36        | 28 / 75      |                                           |
| 2020         | Iñigo Urkullu        | 349 429      | 39,12        | 31 / 75      |                                           |
| 2024         | Imanol Pradales      | 370 554      | 34,87        | 27 / 75      |                                           |

#### Elezioni al Parlamento della Navarra
| Navarra  | Navarra                                        | Navarra                  | Navarra | Navarra | Navarra | Navarra                                                                               |
| Elezioni | Lista                                          | Capolista dell'EAJ-PNV   | Voti    | %       | Seggi   | Notas                                                                                 |
| -------- | ---------------------------------------------- | ------------------------ | ------- | ------- | ------- | ------------------------------------------------------------------------------------- |
| 1979     | Nacionalistas Vascos- Eusko Jeltzaleak         | Manuel de Irujo          | 12 845  | 5,06    | 3 / 70  | In coalizione con EE, ESEI e PTE.                                                     |
| 1983     | EAJ-PNV                                        | Iñaki Cabasés            | 18 169  | 6,88    | 3 / 50  |                                                                                       |
| 1987     | EAJ-PNV                                        | Vicente Arocena          | 2 661   | 0,96    | 0 / 50  |                                                                                       |
| 1991     | EAJ-PNV                                        | José Antonio Urbiola     | 3 071   | 1,13    | 0 / 50  |                                                                                       |
| 1995     | Nacionalistas de Navarra- Nafarroa Abertzaleak | José Antonio Urbiola     | 2 943   | 1,01    | 0 / 50  |                                                                                       |
| 1999     | EAJ-EA                                         | José Manuel Goikoetxea   | 16 512  | 5,44    | 1 / 50  | In coalizione con EA (3 seggi in totale).                                             |
| 2003     | EAJ-EA                                         | José Luis Echegaray      | 22 824  | 7,61    | 1 / 50  | In coalizione con EA (4 seggi in totale).                                             |
| 2007     | Nafarroa Bai                                   | José Ángel Aguirrebengoa | 77 893  | 23,6    | 1 / 50  | In coalizione con Aralar, EA, Batzarre e candidati indipendenti (12 seggi in totale). |
| 2011     | Nafarroa Bai 2011                              | Manuel Ayerdi            | 49 768  | 15,4    | 1 / 50  | In coalizione con Aralar e candidati indipendenti (8 seggi in totale).                |
| 2015     | Geroa Bai                                      | Manuel Ayerdi            | 53 497  | 15,83   | 4 / 50  | In coalizione con Zabaltzen (9 seggi in totale).                                      |
| 2019     | Geroa Bai                                      | Unai Hualde              | 60 323  | 17,32   | 3 / 50  | In coalizione con Zabaltzen (9 seggi in totale).                                      |
| 2023     | Geroa Bai                                      | Unai Hualde              | 42 665  | 13,29   | 3 / 50  | In coalizione con Geroa Nafarroako Sozialberdeak Europan (9 seggi in totale).         |

### Annotazioni
1. ↑  In Spagna.
2. ↑  In Francia; vedasi sito ufficiale, su eaj-pnb.eus.

### Fonti
1. 1 2  (EN) European Social Survey, Appendix A3. Political parties, ESS6-2012, edition 2.0 (PDF), su europeansocialsurvey.org, 2012,  p. 50. URL consultato il 17 ottobre 2018 (archiviato dall'url originale il 3 marzo 2016).
2. ↑  La reforma fiscal pone fin a la etapa liberal del PNV que abraza con fuerza la socialdemocracia
3. ↑   Santiago de Pablo, José Luis de la Granja, Coro Rubio Pobes, Breve historia de Euskadi: De los fueros a la autonomía, 2011,  p. 209.
«Como consecuencia de ello, en septiembre de 1986 los partidarios de Garaikoetxea creaban Eusko Alkartasuna (EA), que se definió como un partido socialdemócrata, frente al democristiano PNV, e independentista, frente a la tradicional ambigüedad del PNV sobre su meta final»
4. ↑   Jorge Riezu, José Antonio Portero Molina, Conocimiento y realidad: estudios en homenaje a Jorge Riezu Martínez, 2004,  p. 443.
«De hecho la alta fragmentación de la oferta nacionalista en la comunidad autónoma ha imposibilitado las mayorías absolutas, de modo que el PNV, de centro-derecha, nunca ha gobernado en solitario sino en coalición»
5. ↑  (ES) Rosa Mari Roig I Berenguer, Los efectos del sistema electoral europeo en España: los partidos políticos de ámbito no estatal, su icps.cat, Instituto de Ciencias Políticas y Sociales (ICPS).
«Además, hay que contar con las formaciones políticas de ámbito no estatal, dominantes en el centro derecha en algunas comunidades autónomas, como CiU en Cataluña y el PNV en el País Vasco»
6. 1 2  (EN) Eduardo Ruiz Vieytez, A New Political Status for the Basque Country? (PDF), su ecmi.de, Journal on Ethnopolitics and Minority Issues in Europe JEMIE. URL consultato l'8 settembre 2022 (archiviato dall'url originale il 27 marzo 2014).
«PNV is a pro- (Basque) sovereignty political party founded in 1895 and representing a wide political spectrum from centre-right to centre-left»
7. ↑  (ES) EAJ-PNV, EAJ-PNV - Iturrate: “La lucha por los derechos de las personas LGBT nos debe implicar a todos. Una respuesta integral es fundamental para evitar cualquier discriminación”, su Euzkadi Buru Batzarra. URL consultato il 31 gennaio 2020.
8. ↑   La reforma fiscal pone fin a la etapa liberal del PNV que abraza con fuerza la socialdemocracia. El Correo, su web.archive.org, 3 maggio 2015. URL consultato il 31 gennaio 2020 (archiviato dall'url originale il 3 maggio 2015).
9. ↑  (ES) Pedro Gorospe, El nuevo estatuto entra al Parlamento vasco con la oposición del PP y la “frustración” de Bildu, in El País, 2 dicembre 2019. URL consultato il 31 gennaio 2020.
10. ↑  (ES) Unai Hualde (Geroa Bai), elegido presidente del Parlamento navarro, su La Vanguardia, 19 giugno 2019. URL consultato il 31 gennaio 2020.
11. ↑  (ES) Pedro Gorospe e José Marcos, El acuerdo de PSOE y PNV incluye trasferencias de competencias a Navarra, in El País, 30 dicembre 2019. URL consultato il 31 gennaio 2020.
12. ↑  Rajoy II
13. ↑  Sánchez I
14. ↑  (ES) Iker Rioja Andueza, El PNV propone por sorpresa a Imanol Pradales como candidato a lehendakari, su elDiario.es, 25 novembre 2023. URL consultato il 15 dicembre 2023.
15. ↑  http://www.juntaelectoralcentral.es/cs/jec/documentos/NAVARRA_1987_Candidaturas
16. ↑  http://www.juntaelectoralcentral.es/cs/jec/documentos/NAVARRA_1991_Candidaturas
17. ↑  http://www.juntaelectoralcentral.es/cs/jec/documentos/NAVARRA_1995_Candidaturas
18. ↑  http://www.juntaelectoralcentral.es/cs/jec/documentos/NAVARRA_1999_Candidaturas
19. ↑  http://www.juntaelectoralcentral.es/cs/jec/documentos/NAVARRA_2003_Candidaturas
20. ↑  (ES) EAJ-PNV, Documentos y descargas. Web oficial Partido Nacionalista Vasco, su EAJ PNV. URL consultato il 13 dicembre 2023.
21. ↑   La lista de Zabaleta utiliza el mismo logo de NaBai - GARA, su gara.naiz.eus. URL consultato il 13 dicembre 2023.